# The Romans
A The Romans a Doktor Who tizenkettedik része, amit 1965. január 16. és február 6. között vetítettek 4 epizódban.

## Történet
A Tardis I. sz. 64-ben egy lakatlan római villa mellé érkezik. A Doktor és Vicki Rómába mennek, ott a Doktort összecserélik egy zenésszel. Közben Iant és Barbarát elfogják és eladják rabszolgának. Az események Néró császár köré sűrűsödnek...

## Epizódok címei
- 1. rész: The Slave Traders (magyarul: A rabszolga-kereskedők)
- 2. rész: All Roads Lead to Rome (magyarul: Minden út Rómába vezet)
- 3. rész: Conspiracy (magyarul: Összeesküvés)
- 4. rész: Inferno (magyarul: Pokol)

## Könyvkiadás
A könyvváltozatát 1987. április 16-án adta ki a Target könyvkiadó.

## Otthoni kiadás
- VHS-en 1994-ben adták ki.
- DVD-n egy időben a The Rescue résszel együtt.

### Fordítás
- Ez a szócikk részben vagy egészben  a   The Romans című angol Wikipédia-szócikk fordításán alapul.  Az eredeti cikk szerkesztőit annak laptörténete sorolja fel. Ez a jelzés csupán a megfogalmazás eredetét és a szerzői jogokat jelzi, nem szolgál a cikkben szereplő információk forrásmegjelöléseként.